# Changsha, Meijiang
Changsha (kinesiska: 长沙) är en köping i sydöstra Kina. Den ligger i stadsdistriktet Meijiang i staden Meizhou i provinsen Guangdong, omkring 310 kilometer öster om provinshuvudstaden Guangzhou. Antalet invånare är 9 634. Befolkningen består av 4 810 kvinnor och 4 824 män. Barn under 15 år utgör 15,0 %, vuxna 15-64 år 71 %, och äldre över 65 år 13,0 %.